# Grebin
Grebin er en by og kommune i det nordlige Tyskland, beliggende i Amt Großer Plöner See under Kreis Plön. Kreis Plön ligger i den østlige/centrale del af den tyske delstat Slesvig-Holsten.

## Geografi
Grebin er beliggende i landskabet Holsteinische Schweiz ved Grebiner See; Schierensee hører ligeledes til kommunen. Landsbyen Görnitz grænser op til Schluensee og åen Schmarkau løber gennem kommunen.
Ud over Grebin, ligger landsbyerne og bebyggelserne Behl, Breitenstein, Kakelsberg, Görnitz, Treufeld og Schönweide i kommunen. Grebin er beliggende 7 km nordøst for Plön og 5 km nordvest for kommunen Malente. I nærheden løber Bundesstraße 430.